# Johan Braakensiek
Johan Coenraad Braakensiek (Amsterdam, 24 mei 1858 – aldaar, 27 februari 1940) was een Nederlandse kunstschilder, graficus en illustrator. Hij werd bekend door zijn karikaturen en spotprenten van mensen en situaties uit de binnenlandse en buitenlandse politiek in dagbladen en tijdschrijften, waarvan hij er honderden schiep. Zijn oeuvre was echter veel breder.

## Biografische schets
Braakensiek was leerling van de schilder David Bles. Zijn eerste illustraties verschenen in het sensatieblad Geïllustreerd Politie-Nieuws. Hij werkte al vroeg als boekillustrator, onder andere voor Uit mijn eigen volk van Justus van Maurik. Voor andere boeken van deze schrijver maakte hij een reeks van twaalf kleurenlitho's voor de omslagen. Hij verzorgde ook de boekomslagen van de boeken van C. Joh. Kieviet, de auteur van jeugdboeken en schepper van de romanfiguur Dik Trom. Vóór 1895 werden veel van zijn  tekeningen tot houtgravures uitgewerkt door Johannes Walter op het atelier van drukkerij Joh. Enschedé.
Voor een aantal uitgeverijen werkte hij als boekbandontwerper.

### Politieke plaat
Grote bekendheid verwierf hij door zijn talrijke politieke prenten, die hij van 1887 tot 1931 tekende voor weekblad De Amsterdammer, dat in 1925 De Groene Amsterdammer ging heten. Hij gebruikte daarvoor de steendruk. De "politieke plaat" kreeg een eigen losse pagina met titel en korte tekst die door verkopers voor het raam werd gehangen en een lezersmagneet werd. Braakensiek maakte tijdens een speciale vergadering een schets op de redactie van De Amsterdammer en zette deze, na goedkeuring, in zijn atelier om op de lithografische steen. Samen met Hahn, Holswilder, Bauer, Raemakers en Sluyters ging hij tot de groten van de politieke prent uit zijn tijd horen.

### Persoonlijk
Braakensiek is de grootvader van Jan van Oort, die als Jean Dulieu bekend zou worden met zijn strips, kinderboeken en poppenfilms over Paulus de Boskabouter. Hij behoorde tot de eerste leden van Kunstenaarsvereniging Sint Lucas.

## Afbeeldingen

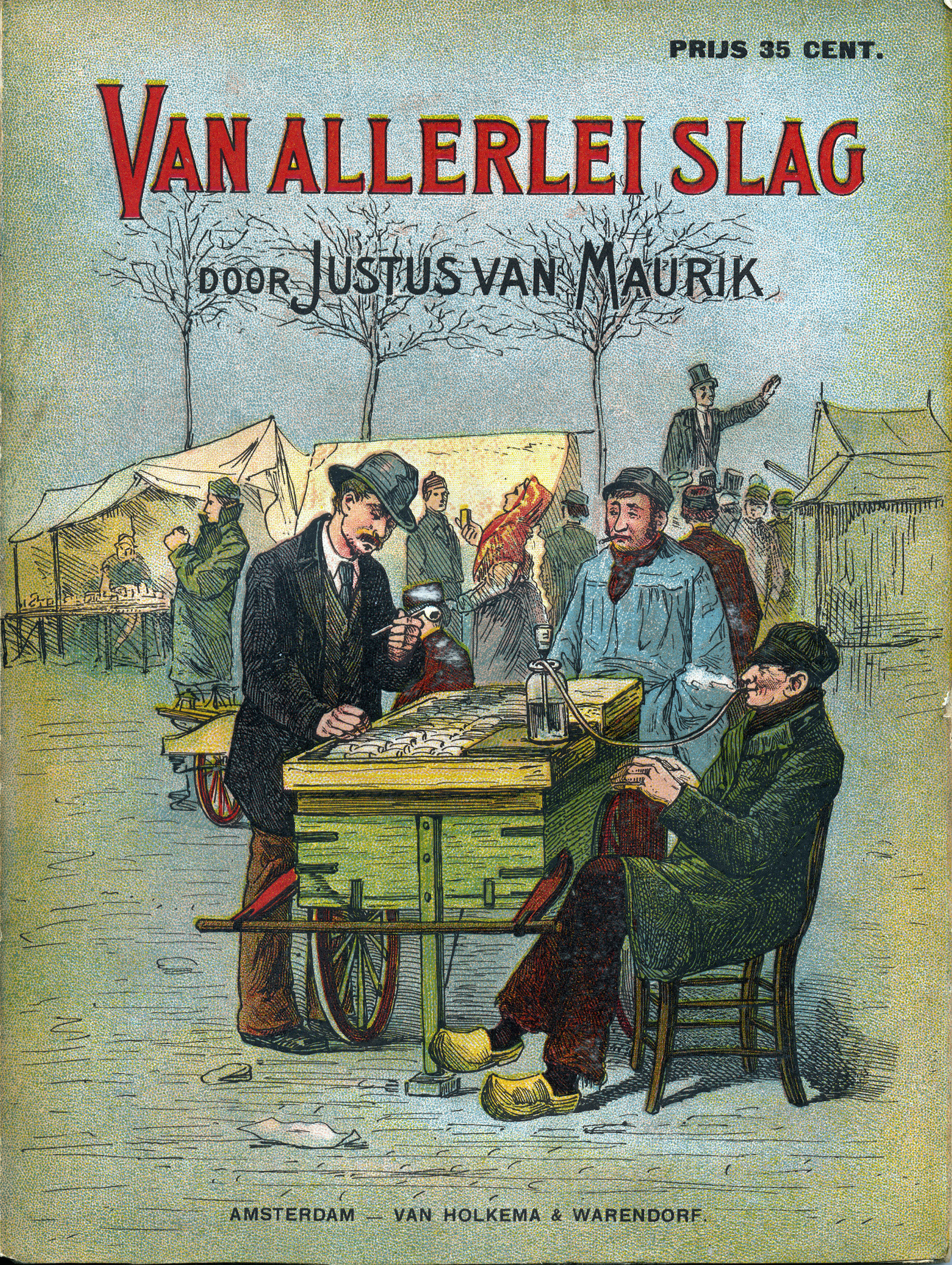
Boekomslag van Justus van Maurik jr. Van allerlei slag, 1881, ontwerper Johan Braakensiek
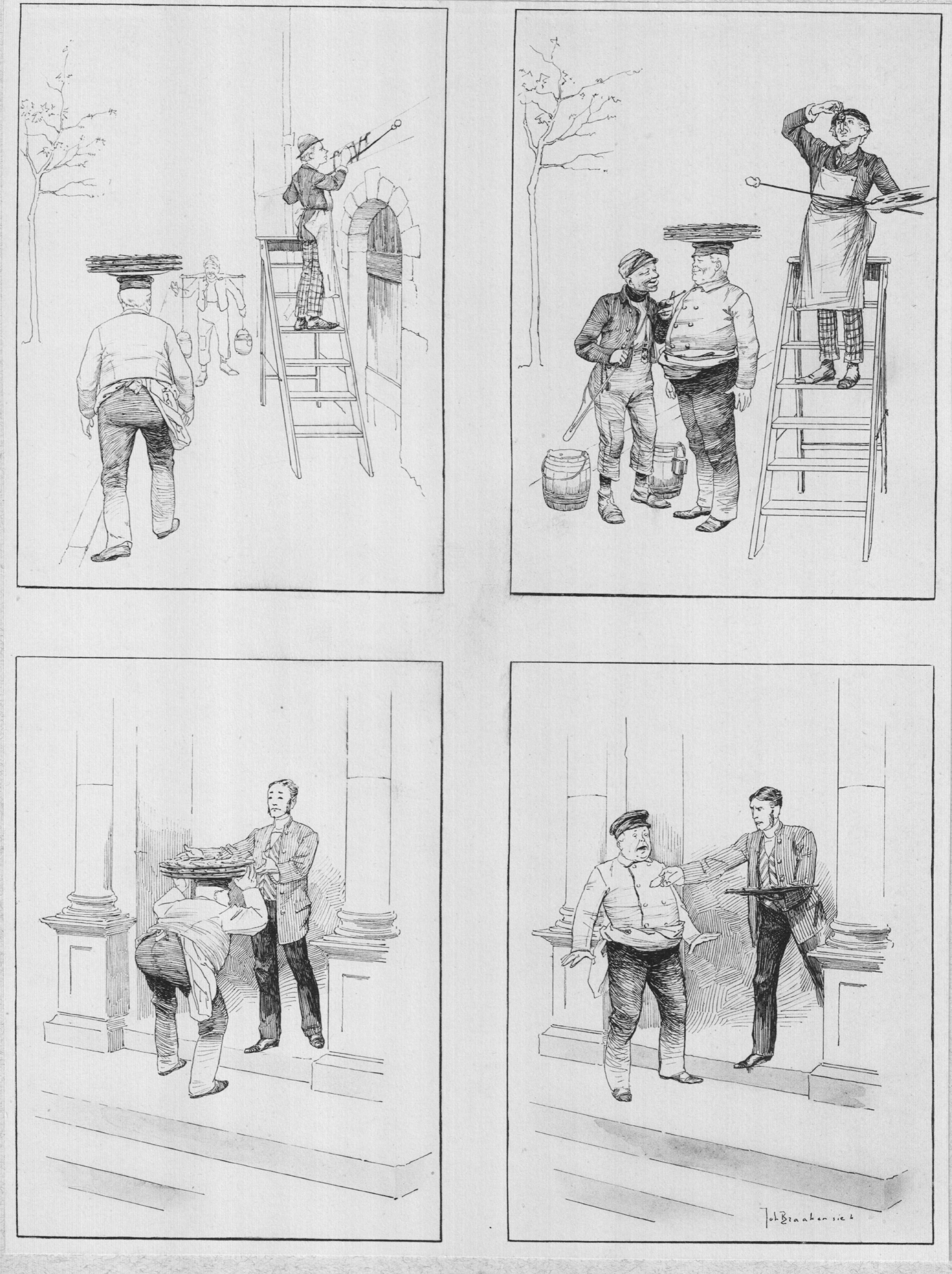
Prent 2 uit een serie van 20 uit Van Alles Wat (1891)
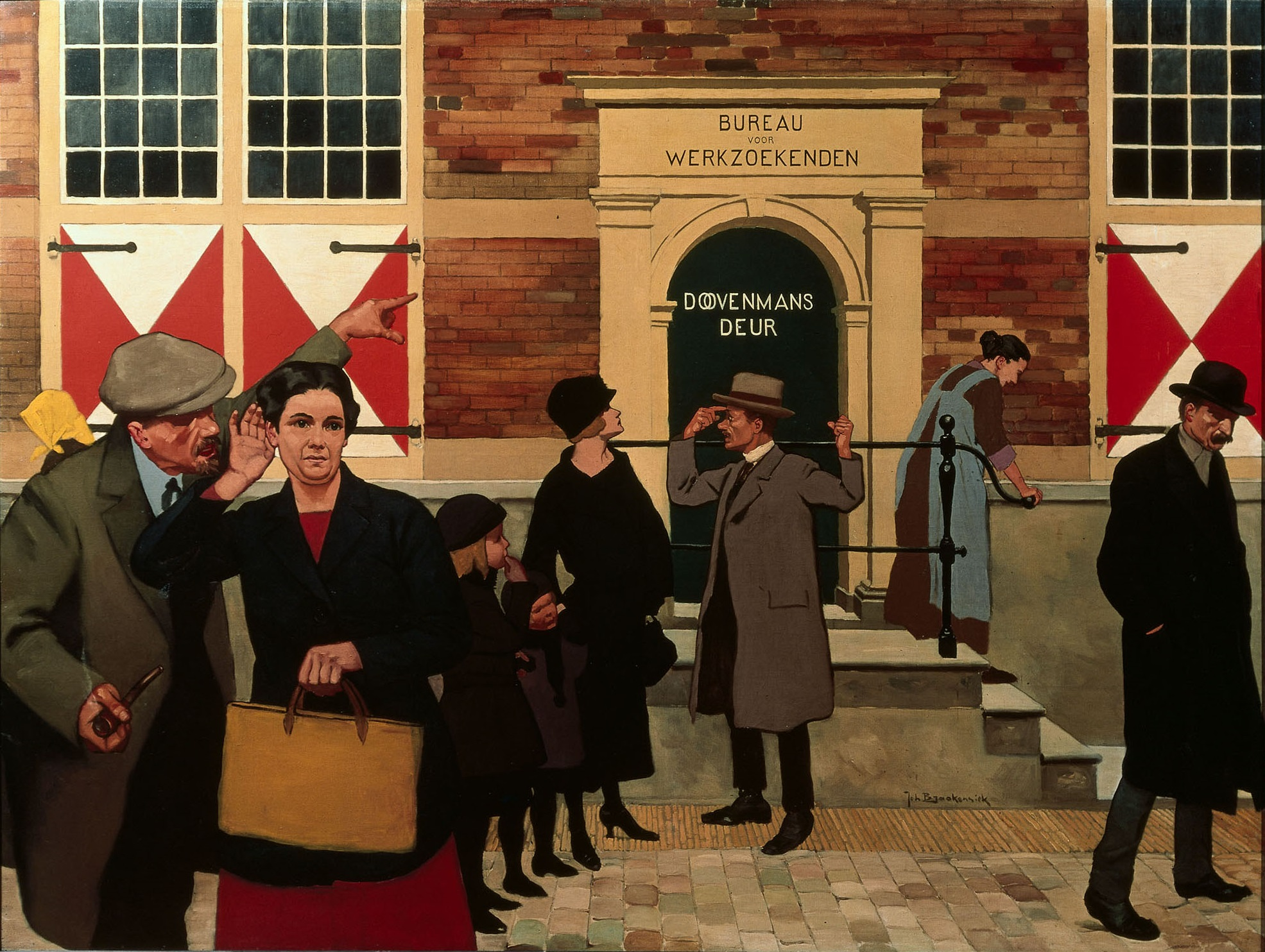
Schilderij Doovemansdeur (1939)
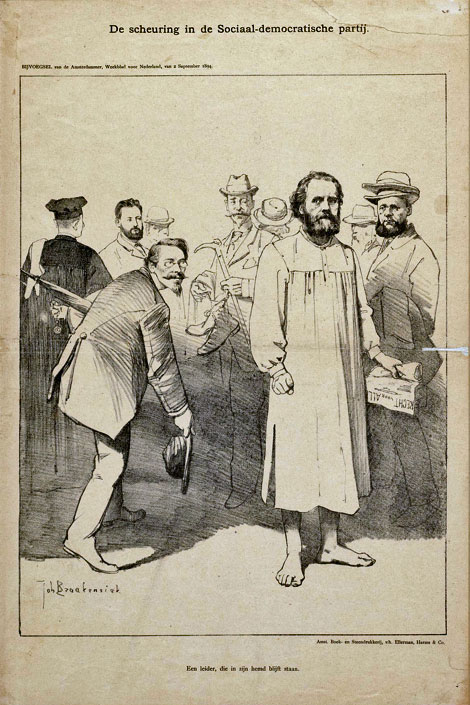
Cartoon scheuring binnen SDAP (1894)
Schilderij Hartjesdag (1926)

## Wetenswaardig
- Braakensiek's politieke plaat in De Amterdammer werd door een boekhandelaar op de Amsterdamse Nieuwendijk ingekleurd en dan voor het raam gehangen.[2]

- Bibliothèque nationale de France: cb14970447g (data)
- Biografisch Portaal: 10168548
- Digitale Bibliotheek voor de Nederlandse Letteren: braa049
- Gemeinsame Normdatei: 174301839
- International Standard Name Identifier: 0000 0000 4278 836X
- Library of Congress Control Number: no2005091216
- Nationale bibliotheek van Australië: 35284539
- Nederlandse Thesaurus van Auteursnamen: 068710771
- Parlement.com: vioidm2j9ezd
- RKD-Nederlands Instituut voor Kunstgeschiedenis: 11823
- SNAC: w6wm1tzz
- Système universitaire de documentation: 164376410
- Union List of Artist Names: 500192961
- Virtual International Authority File: 12577695
- WorldCat: E39PBJhmJHTFkXpBPmp87p4jG3